# Genostoma marsiliensis
Genostoma marsiliensis is een platworm (Platyhelminthes). De worm is tweeslachtig. De soort leeft als paraiet onder de carapax van kleine kreeftachtigen uit het geslacht Nebalia in de Middellandse Zee.
Het geslacht Genostoma, waarin de platworm wordt geplaatst, wordt tot de familie Genostomatidae gerekend. De wetenschappelijke naam van de soort werd voor het eerst geldig gepubliceerd in 1897 door Calandruccio.